# Збірна Лейпцига з футболу
Збірна Лейпцига з футболу — футбольний колектив, який утворювався з представників міських команд для участі у іграх, котрі мали товариський характер, а згодом у розіграші Кубка ярмарків.

герб Лейпцига

## Історія

### Товариські ігри
Перша гра між містами, в якій брала участь команда з Лейпцига відбулась 24 листопада 1897 року із командою Праги. У складі команди Лейпцига були гравці місцевих команд «Лейпциг», «Ваккер» і «Лейпцигер».
Серед інших ігор, можна відзначити наступні:
- 10 грудня 1905: Лейпциг – Берлін 2:2
- 30 жовтня 1912: Лейпциг – Галле 4:1
- 30 жовтня 1916: Лейпциг – Дрезден 2:2
- 21 липня 1926: Лейпциг – Москва  2:5
- 7 травня 1933: Щецин – Лейпциг 2:8
- червень 1945: Лейпциг – Дессау 2:4
- 30 травня 1946: Дрезден– Лейпциг 8:4
- 16 лютого 1947: Хемніц – Лейпциг 2:1
- 4 березня 1951: Лейпциг – Дюссельдорф 3:4
- 27 березня 1957: НДР – Лейпциг 1:6

### Кубок ярмарків

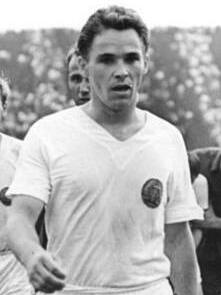
Хенінг Френцель у грі НДР-Чилі 1966, Лейпциг

Починаючи із сезону 1956 року, команда Лейпцига брала участь у розіграшах Кубка ярмарків:
- 1955—58: Лейпциг - «Лозанна» 6:3; 3:7
- 1958—60: «Уніон Сент-Жілуаз» - Лейпциг 6:1; 0:1
- 1960—61: Лейпциг – Белград 5:2; 1:4; 0:2
- 1961—62: «Спартак» (Брно) – Лейпциг 2:2; 1:4; МТК (Будапешт) – Лейпциг 3:0; 0:3; 2:0
- 1962—63: «Воєводина» – Лейпциг 1:0; 0:2; «Петролул» (Плоєшті) – Лейпциг 1:0; 0:1; 1:0

### Гравці
Найбільшу кількість за команду Лейпцига, 13 матчів, зіграли Міхаель Фабер (сезони 1960—62), Дітер Фішер (1959—62, 2 голи), Клаус Пфефер (1958—62), Райнер Трьоліч (1960—62, 4 голи). 

### Бомбардири
Найкращим бомбардиром команди є Хенінг Френцель (1960—62, 5 голів, 7 матчів). 4 голи забив Райнер Трьоліч (1960–62, 13 матчів). 3 — Рудольф Краузе (1956–60, 6 матчів). По 2 м'ячі на рахунку Дітера Фішера, Клауса Гейденрайха, Гюнтера Конзака, Дітера Шербарта, Вернера Вальтера і Арно Сербе. 

### Тренери
- 1956: Хайнс Крюґель - 1 гра
- 1956: Фрій Віттенбехер - 1 гра
- 1958: Альфред Кюнце / Ганс Штуденер - 1 гра
- 1959—61: Альфред Кюнце - 9 ігор
- 1962: Мартін Швендлер - 5 ігор